# 周天佐
周天佐（1511年—1541年），字子弼，号蹟山，福建晋江人，明朝政治人物，進士出身。

## 生平
嘉靖十三年（1534年）甲午科福建鄉試第五十二名，嘉靖十四年（1535年）乙未科二甲九十三名進士。授户部广东司主事，监牧草场，又督储德州，以清廉闻名。嘉靖二十年（1541年）上疏批評時政，明世宗大怒，廷杖六十，下詔獄。天佐本已身體羸弱，獄吏絕其飲食，天佐不三日即死，年方三十一歲。

## 身后
明穆宗即位，贈光祿寺卿，天啟初年（1621年）追諡忠湣。

## 家族
曾祖父：周希顏；祖父：周仲平；父：親周琅；母：陳氏。妻：吴氏。兄：周天正。继子：周日暹，萬曆元年癸酉順天舉人